# Symazyna
Symazyna – organiczny związek chemiczny z grupy triazyn o działaniu fitotoksycznym. Jest bezbarwną substancją krystaliczną, prawie nie rozpuszcza się w wodzie, rozpuszcza się za to w związkach organicznych. Rozkłada się w temperaturze ok. 226 °C.
Przy stosowaniu w ilości 1–2,5 kg/ha symazyna powoduje zniszczenie większości chwastów, zarówno jednorocznych, jak i wieloletnich. Może działać jako herbicyd totalny w ilościach ok. 10–15 kg/ha.
W Unii Europejskiej symazyna jest zaliczana do substancji priorytetowych i została wycofana z użytku.